# Douglas Croft
Douglas Croft (eigentlich Douglas Malcolm Wheatcroft; * 12. August 1926 in Seattle; † 24. Oktober 1963 in Los Angeles) war ein US-amerikanischer Schauspieler.
Croft begann ab 1941 in Filmen aufzutreten und war schnell gut beschäftigt. In den drei Filmerfolgen Kings Row, Yankee Doodle Dandy und Der große Wurf, alle aus dem Jahr 1942, verkörperte er jeweils eine der Film-Hauptfiguren im Jugendalter (als erwachsene Figuren verkörpert von Ronald Reagan, James Cagney bzw. Gary Cooper). Eine seiner größten Filmrollen hatte er ebenfalls 1942 in dem B-Film-Drama Not a Ladies' Man als Sohn, der gegen die Ehe seines verwitweten Vaters mit seiner Lehrerin rebelliert. 1943 wurde er in dem Filmserial Batman und Robin der erste und mit 16 Jahren zugleich der bis heute der jüngste Schauspieler, der den Robin in Batman spielte. Das sichert ihm bis heute eine gewisse Bekanntheit unter Batman-Fans.
Bald nach Batman und Robin diente er im Rahmen des Zweiten Weltkriegs in der United States Army. Bei seiner Rückkehr nach Hollywood konnte der inzwischen erwachsene Croft nicht an seine früheren Erfolge anknüpfen, zuletzt spielte er 1947 im Boxerdrama Killer McCoy an der Seite von Mickey Rooney eine kleinere Nebenrolle als Zeitungsjunge. Ebenfalls 1947 wurde er bei einem Motorradunfall schwer verletzt. Über Crofts weiteres Leben ist wenig bekannt, außer dass er 1963 mit nur 37 Jahren in einem Hotel in Los Angeles starb. Als Todesursache wurden eine Alkoholvergiftung und Leberversagen angegeben. Er wurde auf dem Fort Rosecrans National Cemetery in San Diego beigesetzt.

## Filmografie
- 1941: Echo der Jugend (Remember the Day)
- 1942: Kings Row
- 1942: Not a Ladies' Man
- 1942: Yankee Doodle Dandy
- 1942: Flight Lieutenant
- 1942: Der große Wurf (The Pride of the Yankees)
- 1942: Unser trautes Heim (George Washington Slept Here)
- 1943: Harrigan's Kid
- 1943: Bühne frei für Lily Mars (Presenting Lily Mars)
- 1943: Batman und Robin (Batman)
- 1945: River Gang
- 1947: Killer McCoy